# فرودگاه توماس پی. استفورد
فرودگاه توماس پی. استفورد (به انگلیسی: Thomas P. Stafford Airport) یک فرودگاه همگانی بهره‌برداری هوایی است که یک باند فرود آسفالت دارد و طول باند آن ۱۳۴۱ متر است. این فرودگاه در کشور ایالات متحده آمریکا قرار دارد و در ارتفاع ۴۸۹٫۲ متری از سطح دریا واقع شده است.